# لایه انتزاع
در رایانش، یک لایهٔ انتزاع یا سطح انتزاع (به انگلیسی: Abstraction layer) روشی برای پنهان سازی جزئیات پیاده‌سازی مجموعه‌ای از قابلیت‌ها است که امکان جداسازی وابستگی‌ها و تسهیل هم‌کنش‌پذیری و چندسکویی را فراهم می‌کند. از جمله مدل‌های نرم‌افزای که از انتزاع پشتیبانی می‌کنند شامل مدل هفت لایه‌ای OSI برای پروتکل‌های شبکهٔ کامپیوتری و کتابخانهٔ گرافیکی OpenGL می‌باشند.